# Ха-гомель
Ха-гомель (от ивр. בִּרְכַּת הַגּוֹמֵל‎, биркат ха-гомель — «благословение „Воздающий“») в талмудическом иудаизме — благодарственное благословение, произносимое человеком, который спасся от серьёзной опасности. В вавилонском Талмуде перечислены четыре таких случая:
- тот, кто путешествовал по морю и добрался невредимым до берега;
- тот, кто пересёк пустыню и прибыл невредимым в населённый пункт;
- выздоровевший больной;
- освобождённый из плена или тюрьмы[2].

«Как благословляет?» Ответил рав Йехуда: «Благословен Воздающий милостями благими»
Оригинальный текст (иврит)מאי מברך אמר רב יהודה ברוך גומל חסדים טובים‎

Является заменой благотворительной жертвы, приносимой во время существования Храма.
Биркат ха-гомель произносит вызванный к чтению свитка Торы при общине. В некоторых общинах это благословение читают женщины после родов.
В Израиле появился обычай произносить биркат ха-гомель солдатами после окончания срока службы.
Толкователи  усматривают обязанность чтения благословения из Пс. 106.